# Семимогили
Семимоги́ли — село в Україні, у Глобинській міській громаді Кременчуцького району Полтавської області. Населення становить 271 особу.

## Історія
12 червня 2020 року, відповідно до розпорядження Кабінету Міністрів України № 721-р «Про визначення адміністративних центрів та затвердження територій територіальних громад Полтавської області», село увійшло до складу Глобинської міської громади.
19 липня 2020 року, в результаті адміністративно - територіальної реформи та ліквідації Глобинського району, село увійшло до складу новоутвореного Кременчуцького району.

## Населення

### Мова
Розподіл населення за рідною мовою за даними перепису 2001 року:
| Мова       | Кількість | Відсоток |
| ---------- | --------- | -------- |
| українська | 268       | 98.89%   |
| російська  | 3         | 1.11%    |
| Усього     | 271       | 100%     |